# Torvald vittfaren

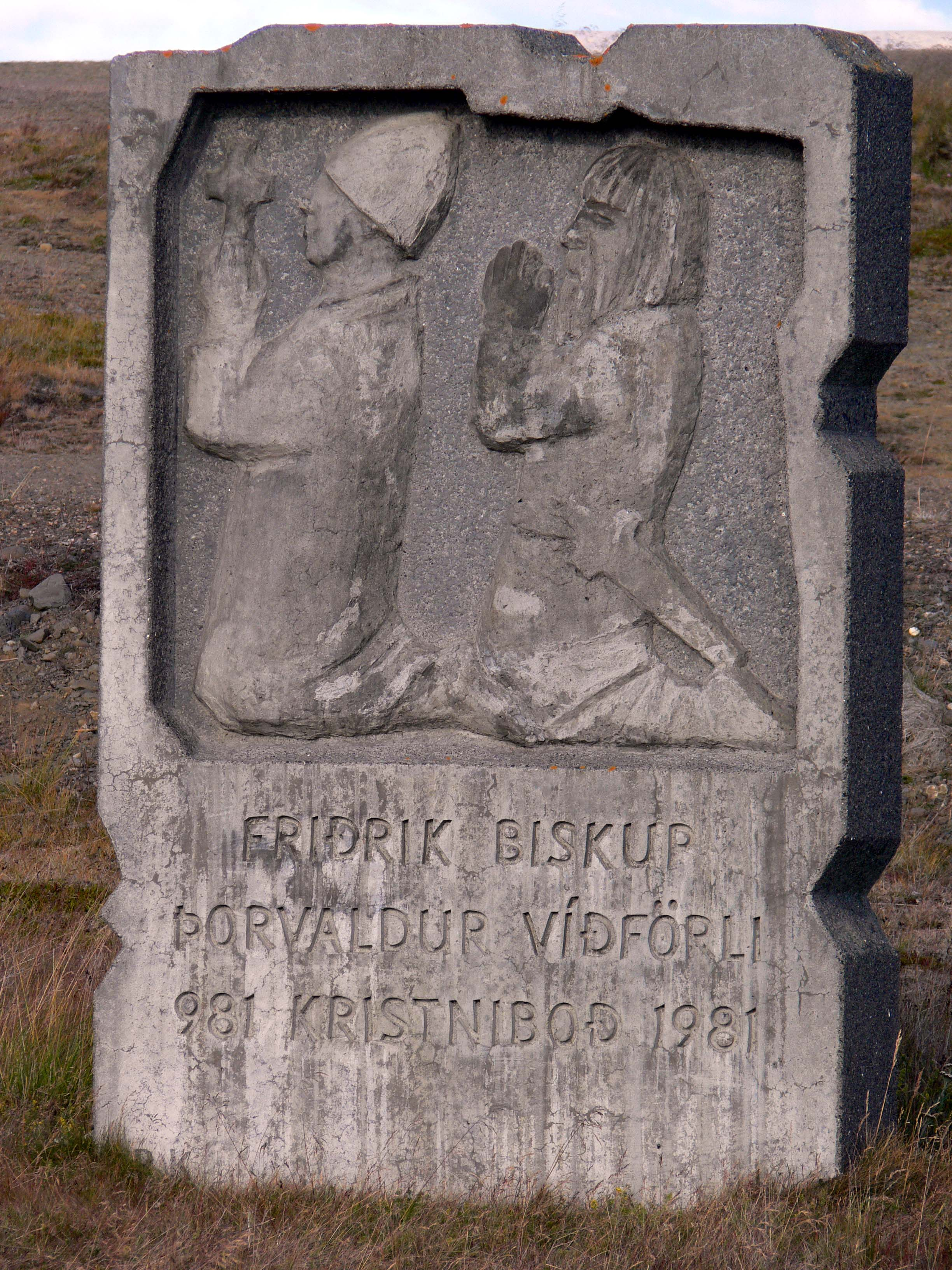
Biskop Fredrik och Torvald vittfaren, de första missionärerna på Island. Sten rest till 1000-årsminnet 1981.

Torvald (Kodransson) vittfaren (Þórvaldr (Koðránsson) víðfǫrli eller Þórvaldr inn víðfǫrli) var en isländsk skald och äventyrare som levde under senare delen av 900-talet.

## Levnad
Torvald var son till hövdingen Kodran Arnarson på Giljå i Vatnsdalen på nordlandet, men uppfostrades av en völva som kallades Tordis på Spåkonefjäll. Redan som yngling drog han ut i viking med Sven Tveskägg innan denne ännu blivit kung. Torvald hade den för plundrare ovanliga egenheten att han använde hela sitt byte till att friköpa fångar som annars skulle ha hamnat i träldom. Detta kom senare att löna sig då Torvald och Sven själva hade blivit härtagna. Det visade sig då att den "hertig" som tagit dem tillfånga hade fått sin egen son friköpt av Torvald, varför fångarna genast släpptes fria. (Sven Tveskägg omtalade själv denna händelse på ett gille för två andra kungar långt efteråt.)
Torvald färdades i många länder och fick tillnamnet "den vittfarne". I Saxland fick han kristet dop av den fromme missionsbiskopen Fredrik, som han inbjöd att komma och missionera på Island.

## Missionen
Då Torvald återvände till sin far Kodrans hövdingagård på Island hade han med sig biskop Fredrik och ett tiotal andra gudsmän. Kodran tog väl emot gästerna, men ville ogärna ta kristet dop emedan han sade sig ha en tomtgud som bodde under en sten på gården, och som hade hjälpt honom mycket. Men om Kristus skulle visa sig vara mäktigare än denna tomte, så lovade han att han skulle bli kristen. Tre kvällar i rad stod nu biskopen med sina män och läste böner och skvätte vigvatten på stenen. Och varje natt drömde Kodran att husguden kom till honom under stor jämmer och klagade att vigvattnet brände som eld. Nu tog Kodran dopet och befallde husfolket att göra sammalunda – men äldste sonen Orm, Torvalds bror, valde att förbli hedning ännu en tid.

## Misslyckandet
Med växlande framgång förkunnade Torvald och biskop Fredrik kristen tro överallt på Island åren 981-986. Det avgörande bakslaget kom när två hedniska skalder, uppeggade av sin hövding, diktade nid om missionärerna. Torvald slog ihjäl dem båda två. Men biskopen blev förtvivlad över detta illdåd. Det var honom främmande att en kristen man skulle tillgripa våld. Sedan ännu ett dråp inträffat beslöt han att återvända till Saxland.

## Torvalds senare år
Torvald var nu illa sedd på Island och lämnade snart ön. Som botgöring for han till Jorsala; därefter fick han tjänst hos kejsaren i Miklagård och utsågs till ståthållare över det grekiska Gårdarike. Slutligen grundade han ett kloster helgat åt Johannes döparen i Paltejsk (Polotsk) där han avled, okänt vilket år. Sagan om hans liv, Torvald den vittfarnes saga, nedskrevs under tidigt 1200-tal i Tingöre kloster på nordvästra Island av Gunnlaug munk. Den sagan är nu förlorad, men en senare bearbetning av den finns kvar.

## Verk
Endast en strof av Torvalds diktning har bevarats. Den finns i den långa Olav Tryggvason-sagan och behandlar en episod, som också berättas i sagan, då Torvald som missionär kommit till Hvamm i Breidafjorden. Torvald ställde sig att predika på en gård, samtidigt som en gydja och hennes son förrättade blot i en skidgård intill; båda parter var inom hörhåll för varandra. Hedningarna började snart håna den kristne predikanten utanför skidgården. Strofen ger en intressant ögonblicksbild av hur en hednisk offerrit har gått till.